# Оруро (департамент)
Департамент Ору́ро (ісп. Departamento de Oruro), Уруру яча сую (аймар. Ururu jach'a suyu) — департамент Болівії площею 53 588 км² та населенням 391 870 (перепис 2001 року), розташований на заході країни. Столиця департаменту — місто Оруро. Департамент поділяється на 16 провінцій.
| Болівія | Це незавершена стаття з географії Болівії. Ви можете допомогти проєкту, виправивши або дописавши її. |